# Хашогги, Самира
Самира Хашогги (араб. سميرة خاشقجي‎; 1935 — март 1986) — прогрессивная писательница из Саудовской Аравии, владелица и главный редактор женского журнала «Аш-Шаркия» (араб. الشرقية‎ — «Восточная»). Она была сестрой саудовского бизнесмена Аднана Хашогги, первой женой египетского бизнесмена Мохаммеда аль-Файеда и матерью кинорежиссёра Доди аль-Файеда. Её семейная фамилия Хашогги происходит от турецкого слова kaşıkçı, которое переводится как «ложкарь». Самира скончалась от сердечного приступа в 1986 году в возрасте 51 года.

## Ранние годы и образование
Её отец Мухаммед Хашогги был личным врачом саудовского короля Абдул-Азиза Аль Сауда. Своё образование Самира получила в Египте.

## Карьера
Самира Хашогги писала под псевдонимом «Самира, дочь Аравийского полуострова» (араб. سميرة بنت الجزيرة العربية‎, Самира бинт аль-Джазира аль-Арабия). Были опубликованы следующие её книги «Прощай, мои мечты» (араб. ودعت آمالي‎, 1958), «Плачущие воспоминания» (ذكريات دامعة‎, 1963), «За облаками» (وراء الضباب‎, 1971), «Слёзы» (قطرات من الـدمـوع‎, 1979) и «Блеск твоих глаз» (بريق عينيك‎). С 1972 года её «Аш-Шаркия» являлся ведущим ежемесячным панарабским женским журналом.
В 1962 году Самира Хашогги возглавила женскую благотворительную ассоциацию «Ан-Нахда» (النهضة‎ — «Возрождение»), которая базировалась в Эр-Рияде и была первой организацией в Саудовской Аравии, ориентированной на женщин. Самира была одной из саудовских женщин, поддерживавших образование для девочек.

## Личная жизнь
Самира Хашогги познакомилась с Мохаммедом аль-Файедом на пляже в египетской Александрии, они поженились в 1954 году. Брак продлился два года, за это время у них родился один сын — Доди аль-Файед. Самира рассталась с Мохаммедом аль-Файедом всего через несколько месяцев после его рождения и вернулась в Саудовскую Аравию. Затем она вышла замуж за саудовского дипломата Анаса Ясина и родила своего второго ребёнка — дочь Джуману Ясин. Самира приходилась тётей актрисе и продюсеру Набиле Хашогги и политическому журналисту Джамалю Хашогги. По некоторым данным, её сын Доди был очень близок с ней и звонил ей почти каждый день до самой её смерти. Однажды Доди сказал другу: «Если бы можно было отказаться от всего, что у меня есть — машины, богатство и женщины, чтобы вернуть мать, я бы сделал это». Её сын встречался с Дианой, принцессой Уэльской, с которой они вместе погибли в дорожной аварии в Париже 31 августа 1997 года.